# Steinar Jøraandstad
Steinar Baard Jøraandstad, född 14 juni 1903, död 2 maj 1946, var en norsk skådespelare och sångare.
Jøraandstad scendebuterade 1926 på Chat Noir i Oslo. Han var en av Norges främsta skivartister under 1930-talet.

## Filmografi
- 1930 – Tango-foxtrot
- 1932 – Studenter i Paris
- 1933 – Kärlek och dynamit
- 1933 – Vi som går kjøkkenveien
- 1934 – En stilla flirt
- 1936 – Morderen uten ansikt
- 1938 – Bør Børson jr.

## Teater

### Roller (urval)
- 1930 – Medverkande i Stockholm blir Stockholm, revy av Svasse Bergqvist, regi Franz Engelke och Adolf Niska, Vasateatern[1]
- 1932 – Min syster och jag av Ralph Benatzky, regi Sandro Malmquist och Axel Witzansky, Konserthusteatern[2]
- 1932 – Pokker til pike av Ralph Benatzky, Centralteatret[2]